# Fakku
A Fakku (denominada FAKKU!, ou simplesmente F!) é a maior editora hentai de língua inglesa do mundo. O sítio atrai mais de um bilhão de pageviews por mês e mais de 9 milhões de visitantes únicos. O Fakku tem mais de quinhentos mil usuários registrados que fizeram mais de três milhões de postagens.[carece de fontes?]
Em sua essência, Fakku é um agregador que fornece aos usuários mangás adultos e dōjinshi do Japão. Originalmente, o conteúdo era carregado exclusivamente pelos administradores do site, mas depois esses privilégios eram compartilhados com a comunidade, permitindo que os tradutores tivessem seu trabalho visto por um público muito maior.
Fakku e seu criador Jacob Grady têm um relacionamento conhecido com Danny Choo, personalidade de TV japonesa e apresentador do Culture Japan. Na Anime Expo 2010, 2011 e 2012 (em Los Angeles, CA), Jacob e Danny realizaram encontros comunitários que atraíram grandes públicos de fãs e usuários.

## História
O Fakku foi criado em dezembro de 2006 por Jacob Grady enquanto estudava Ciência da Computação em Massachusetts. Fakku foi desenvolvido sob o codinome "AAH" ou "All About Hentai" (que mais tarde se tornou o subtítulo do site). Jacob originalmente usava dinheiro de empréstimos estudantis para pagar os custos de servidor e largura de banda, mas isso rapidamente se tornou insustentável e logo após seu lançamento, o Fakku foi forçado a fechar. Ele foi trazido de volta depois que doações de usuários resgataram o site em julho de 2007.
Em julho de 2011, a Fakku entrou em um acordo de licenciamento de streaming com a Kitty Media, uma subsidiária da Media Blasters. O acordo permite que Fakku transmita títulos de anime selecionados a seu critério, começando com Immoral Sisters. Ambas as edições legendadas e dubladas de Immoral Sisters foram disponibilizadas gratuitamente aos usuários do Fakku.
Em 19 de junho de 2014, a Fakku anunciou que havia firmado uma parceria com a Wanimagazine para publicar todo o seu catálogo de mangás hentai em inglês.
Em 11 de dezembro de 2015, Fakku anunciou planos para executar uma campanha no Kickstarter para publicar uma versão remasterizada do mangá Urotsukidōji: Legend of the Overfiend de Toshio Maeda em inglês. O Kickstarter seria o primeiro passo de um plano para publicar todo o trabalho de Maeda em inglês, com La Blue Girl, Demon Beast Invasion e Adventure Kid. O Kickstarter foi lançado em 19 de junho de 2016, e concluído em 19 de julho de 2016, tendo atingido sua meta.
Em 7 de julho de 2016, Fakku anunciou a aquisição do mangá ero guro de Shintaro Kago Koi no Choujikuuhou e do mangá não-hentai de Arisa Yamamoto, Aiko no Ma-chan.
Em 3 de julho de 2017, Fakku anunciou a adição de três revistas ao serviço: Girls forM, Comic Bavel e Comic Europa.
Em 27 de novembro de 2017, a Fakku anunciou a aquisição da Kitty Media.
Em 21 de dezembro de 2018, o site hentai streaming e fansubbing HentaiHaven (que fechou um dia antes) anunciou que fizeram uma parceria com a Fakku para restabelecer o site. Em 11 de maio de 2019, o site HentaiHaven começou uma contagem regressiva para quando começaria o backup, e reativado a partir de 12 de maio de 2019.

## Divisões

### Fakku Books
| Título                                     | Autor            | Data de publicação      | ISBN                   | Ref.          |
| ------------------------------------------ | ---------------- | ----------------------- | ---------------------- | ------------- |
| PuniKano                                   | Pyon-Kti         | 24 de outubro de 2014   | ISBN 978-1-63442-004-4 | [ 17 ] [ 18 ] |
| Renai Sample                               | Homunculus       | 26 de setembro de 2014  | ISBN 978-1-63442-000-6 | [ 19 ] [ 20 ] |
| Alluring Woman                             | Cuvie            | 1 de dezembro de 2014   | ISBN 978-1-63442-010-5 | [ 21 ] [ 22 ] |
| Peachy-Butt Girls                          | Bosshi           | 1 de dezembro de 2014   | ISBN 978-1-63442-007-5 | [ 23 ] [ 24 ] |
| Welcome to Tokoharu Apartments             | Kisaragi Gunma   | 1 de dezembro de 2014   | ISBN 978-1-63442-003-7 | [ 25 ] [ 26 ] |
| Porno Switch                               | Hisasi           | 17 de março de 2015     | ISBN 978-1-63442-011-2 | [ 27 ] [ 28 ] |
| Love-Ridden                                | NaPaTa           | 29 de maio de 2015      | ISBN 978-1-63442-013-6 | [ 29 ] [ 30 ] |
| Melty Gaze                                 | Hyocorou         | 1 de julho de 2015      | ISBN 978-1-63442-015-0 | [ 31 ] [ 32 ] |
| TiTiKEi                                    | ISHiKEi          | 30 de julho de 2015     | ISBN 978-1-63442-002-0 | [ 33 ] [ 34 ] |
| Fresh Pudding                              | Isao             | 20 de agosto de 2015    | ISBN 978-1-63442-017-4 | [ 35 ] [ 36 ] |
| The Job of a Service Committee Member      | Kiyoshiro Inoue  | 10 de setembro de 2015  | ISBN 978-1-63442-023-5 | [ 37 ] [ 38 ] |
| XXX Maiden                                 | MEME50           | 1 de outubro de 2015    | ISBN 978-1-63442-024-2 | [ 39 ] [ 40 ] |
| Carnal Communication                       | mogg             | 22 de outubro de 2015   | ISBN 978-1-63442-020-4 | [ 41 ] [ 42 ] |
| Curiosity XXXed the Cat                    | F4U              | 12 de novembro de 2015  | ISBN 978-1-63442-028-0 | [ 43 ] [ 44 ] |
| Shoujo Material                            | Hanaharu Naruco  | 1 de dezembro de 2015   | ISBN 978-1-63442-026-6 | [ 45 ] [ 46 ] |
| A Body For Play                            | Bosshi           | 17 de dezembro de 2015  | ISBN 978-1-63442-030-3 | [ 47 ] [ 48 ] |
| Kira Kira                                  | Hamao            | 21 de janeiro de 2016   | ISBN 978-1-63442-032-7 | [ 49 ] [ 50 ] |
| Meaty Minxes                               | BoBoBo           | 18 de fevereiro de 2016 | ISBN 978-1-63442-034-1 | [ 51 ] [ 52 ] |
| Ima♡Real                                   | Takeda Hiromitsu | 10 de março de 2016     | ISBN 978-1-63442-036-5 | [ 53 ] [ 54 ] |
| Pandemonium                                | NaPaTa           | 24 de março de 2016     | ISBN 978-1-63442-038-9 | [ 55 ] [ 56 ] |
| It's a Straight Line Once You Fall in Love | Kisaragi Gunma   | 14 de abril de 2016     | ISBN 978-1-63442-040-2 | [ 57 ] [ 58 ] |
| After School Vanilla                       | Key              | 12 de maio de 2016      | ISBN 978-1-63442-042-6 | [ 59 ] [ 60 ] |
| Let's Do It                                | saitom           | 2 de junho de 2016      | ISBN 978-1-63442-044-0 | [ 61 ] [ 62 ] |
| Kogals, Sluts, and Whatever.               | Gujira           | 7 de julho de 2016      | ISBN 978-1-63442-046-4 | [ 63 ] [ 64 ] |
| Heat Alert                                 | MEME50           | 4 de agosto de 2016     | ISBN 978-1-63442-048-8 | [ 65 ] [ 66 ] |
| A Healthy Appetite                         | Sugaishi         | 6 de outubro de 2016    | ISBN 978-1-63442-058-7 | [ 67 ] [ 68 ] |
| Metamorphosis                              | Shindo L         | 27 de outubro de 2016   | ISBN 978-1-63442-060-0 | [ 69 ] [ 70 ] |
| Legend of the Overfiend - Volume 1         | Toshio Maeda     | 17 de novembro de 2016  | ISBN 978-1-63442-050-1 | [ 71 ] [ 72 ] |
| Non Virgin                                 | Oda Non          | 17 de novembro de 2016  | ISBN 978-1-63442-056-3 | [ 73 ] [ 74 ] |
| Let Loose with Lewd Boobs!                 | Mojarin          | 1 de dezembro de 2016   | ISBN 978-1-63442-053-2 | [ 75 ]        |
| Bashful Break                              | Homunculus       | 29 de dezembro de 2016  |                        | [ 76 ]        |
| Ecchi Sketch!                              | Leopard          | 9 de fevereiro de 2017  |                        | [ 77 ]        |
| Super Dimensional Love Gun                 | Shintaro Kago    | 9 de março de 2017      |                        | [ 78 ]        |
| Excursion Day 99                           | F4U              | 30 de março de 2017     |                        | [ 79 ]        |
| Summer Love Geek Girl                      | Yurikawa         | 22 de abril de 2017     |                        | [ 80 ]        |
| Misdirection                               | Higenamuchi      | 11 de maio de 2017      |                        | [ 81 ]        |
| Melty Maiden                               | Toroshio         | 1 de junho de 2017      |                        | [ 82 ]        |
| The Double Secret                          | Kojima Miu       | 22 de junho de 2017     |                        | [ 83 ]        |
| Honey Pot Style                            | E-Musu Aki       | 13 de julho de 2017     |                        | [ 84 ]        |
| Legend of the Overfiend - Volume 2         | Toshio Maeda     | 19 de julho de 2017     |                        | [ 85 ]        |
| Legend of the Overfiend - Volume 3         | Toshio Maeda     | 19 de julho de 2017     |                        | [ 86 ]        |
| Let Your Smile Bloom                       | Akinosora        | 8 de agosto de 2017     |                        | [ 87 ]        |
| T.S. I Love You                            | The Amanoja9     | 24 de agosto de 2017    |                        | [ 88 ]        |
| School Love Net                            | Koume Keito      | 14 de setembro de 2017  |                        | [ 89 ]        |
| Whispers After Class                       | Hinasaki Yo      | 5 de outubro de 2017    |                        | [ 90 ]        |
| Does This Strange Body Please You?         | Z-Ton            | 26 de outubro de 2017   |                        | [ 91 ]        |
| Wild At School!                            | Bota Mochito     | 16 de novembro de 2017  |                        | [ 92 ]        |
| Boobies & Twitchy Sticky Weenies           | Kito Sakeru      | 14 de dezembro de 2017  |                        | [ 93 ]        |
| Legend of the Overfiend - Volume 4         | Toshio Maeda     | 15 de dezembro de 2017  |                        | [ 94 ]        |
| Shady Dealings                             | gy               | 4 de janeiro de 2018    |                        | [ 95 ]        |
| Drawn By Brush                             | MEME50           | 11 de janeiro de 2018   |                        | [ 96 ]        |
| Lust Mix                                   | Itou Eight       | 25 de janeiro de 2018   |                        | [ 97 ]        |
| Futabu! Mix                                | Bosshi           | 8 de fevereiro de 2018  |                        | [ 98 ]        |
| Deep Blue Static                           | Key              | 22 de fevereiro de 2018 |                        | [ 99 ]        |
| Melty Lover                                | Savan            | 8 de março de 2018      |                        | [ 100 ]       |
| Gimme That Semen!                          | Doumou           | 5 de abril de 2018      |                        | [ 101 ]       |
| Shameless                                  | utu              | 19 de abril de 2018     |                        | [ 102 ]       |
| Love Me Tender                             | Fujimaru         | 3 de maio de 2018       |                        | [ 103 ]       |
| You'll Be Crazy About Me!                  | Akitsuki Itsuki  | 24 de maio de 2018      |                        | [ 104 ]       |
| Cherry & GALs ↑↑                           | Marui Maru       | 7 de junho de 2018      |                        | [ 105 ]       |
| Darling, You Drive Me Mad...               | Esuke            | 21 de junho de 2018     |                        | [ 106 ]       |
| Every Girl Has Her Thorns                  | Hisasi           | 12 de julho de 2018     |                        | [ 107 ]       |
| Monster Smash                              | Mizone           | 26 de julho de 2018     |                        | [ 108 ]       |
| Intimate Days                              | Ikuhana Niiro    | 9 de agosto de 2018     |                        | [ 109 ]       |
| Flappy! Sugar Babies                       | momi             | 23 de agosto de 2018    |                        | [ 110 ]       |

#### Títulos anunciados
- Fanaticism (Siokonbu)[111]
- The Katsura Family's Daily Sex Life (Higenamuchi)[112]
- S&M Ecstasy (Michiking)[113]
- Grand Hotel Life (Sumiya)[114]
- Tittylating! (Okumoto Yuta)[115]
- Special Days (Shibasaki Shouji)[116]
- Witchcraft (Yamagotawa)[117]

### Kitty Media
Em 2011, a Kitty Media firmou uma parceria de licenciamento com a Fakku para transmitir títulos selecionados, começando com Immoral Sisters. Em 2017, a Kitty Media foi adquirida pela Fakku para distribuição digital, enquanto a distribuição física ainda será mantida pela Media Blasters.